# Celeste Poltera
Celeste Poltera (...) è un ex bobbista svizzero.

## Biografia
Viene ricordato di una medaglia di bronzo nella sua disciplina, ottenuta ai campionati mondiali del 1986 (edizione tenutasi a Königssee, Germania) insieme ai connazionali Heinrich Notter, Ralph Pichler e Roland Beerli.
Nell'edizione l'argento andò all'Austria l'oro alla Svizzera. Inoltre nel bob a due fu vincitore di una medaglia d'oro nel 1987 e di un argento nel 1986. Vinse anche un'altra medaglia di bronzo nel 1987.